# Идо
Идо је плански језик, изведен из Есперанта, креиран с циљем да буде универзални други језик говорника са различитим пореклом. Идо је специфично дизајниран да буде граматички, правописно, и лексикографски регуларан, и пре свега лак за учење и употребу. У том погледу, Идо се класификује као плански међународни помоћни језик. Он је најуспешнији међу многим дериватима Есперанта.
Идо је креиран 1907. из жеље да се реформишу уочљиви недостаци Есперанта, језика који је креиран за исту сврху 20 година раније. Име језика води порекло од Есперанто речи ido, са значењем „потомство“.

## Историјски развој
Почетни разлог за настанак овог језичког пројекта јесте жеља многих тадашњих есперантиста за „побољшање“ есперанта. Наиме, многи су мислили да недовољна „перфекција“ кочи светски напредак есперанта. 
Језички пројект идо појављује се као резултат рада Делегације за избор међународног језика. Када је Комисија за предлог међународног језика (на челу које је стајао најзначајнији вођа есперантског покрета: Луис де Бофрон), предложила измене у есперанто-језику, популарноо назване Esperantido (потомак есперанта). Након појављивања пројекта идо настаје озбиљна шизма у међународном есперантском покрету. Нови језички пројект привукао је претежно лингвисте. Тада настаје изрека да је есперанто остао језик без вођа, док је идо постао језик без народа; што је донекле преувеличавање тадашњег стања: Према Енциклопедији есперанта прешло је у идо-табор око 20% есперантсског руководства и смо око 4% есперантиста.
Идисти су наставили да праве „побољшања“. Реформе су долазиле једна за другом, због чега је језик изгубио мноштво поборника. Након Другог светског рата овај језик се стабилизује, али не успева да спречи тихи одлив присталица. Ипак, организовани Идо-покрет постоји још увек и он активно користи овај језик у међународној комуникацији.

## Језичка структура
идо

|           | једнина | једнина  | једнина | једнина | једнина   | једнина      | једнина | множина | множина | множина | неутрална |
| прво      | друго   | друго    | треће   | треће   | треће     | треће        | прва    | друга   | трећа   |         | неутрална |
| прво      | присна  | формална | мушка   | женска  | неутрална | недефинисана | прва    | друга   | трећа   |         | неутрална |
| есперанто | mi      | ci, vi   | vi      | li      | ŝi        | ĝi           |         | ni      | vi      | ili     | oni       |
| me        | tu      | vu       | il(u)   | el(u)   | ol(u)     | lu           | ni      | vi      | ili     | on(u)   |           |

## Повратна спрега идо-есперанто
Насупрот некадашњој оштрој полемици међу припадницима ове две језичке заједнице, есперанто профитира од импулса које доноси са собом „идо-шизма“. Углавном у књижевној употреби, језик се обогаћује значајним бројем синонима којим се постепено елиминишу тешка морфемска грађења речи, чију „опортуност“ бејаху искусили у пракси. 
Примере таквих синонима наћи ћете ниже.
Треба напоменути, да друга у свакој линији (који одговара идо-у) има ограничено поље употребе, и скоро да и не улази у свакодневну употребу.
malofta / rara,
malfrua / tarda,
maljuna / olda
supreniri / ascendi
malsupreniri / descendi
На то се надовезују следећи афикси ч од којих неколико налази на свеопшто прихватање и озваничење у нормирајућим институцијама: 
mis- (miskompreno, miskonduto, mise...; озваничена у 4. „Званичном додатку Универзалног речника (Universala Vortaro):
retro-(retroiri, retroveturi)
-end- (као "pagenda" = „обавезна за плаћање"; oficialigita de la 7-a Oficiala Aldono al la Universala Vortaro)
-iv- (као "pagiva" = „платљив(а)"; estus "internacia sufikso" laux la 15-a regulo de la Fundamenta Gramatiko),
-oz- (као "montetoza pejzagxo" = „брдовити крајолик")